# اپ استودیو
اَپ استودیو (به انگلیسی: AppStudio) توسعه یافته زبان برنامه‌نویسی ویژوال بیسیک می‌باشد. اَپ استودیو توسط شرکت ان اس بیسیک,(NS BASIC) برای نوشتن برنامه‌های ساده بر روی تمامی سیستم عامل‌ها با شعار راه برنامه‌نویسی برای دستگاه‌های موبایل ایجاد شد (از جمله اندورید).
Create your app on the desktop, then run on your device.
قابلیت‌های اَپ استودیو:
- رابطه کاربری بسیار ساده و روان برای ارتباط برقرار کردن با محیط برنامه
- پشتیبانی از ۲ زبان برنامه‌نویسی معروف به نام ویژوال بیسیک و جاوا اسکریپت
- اجرای خروجی بر روی تمامی سیستم عامل‌ها از جمله: اندروید، آیفون، ویندوز فون، ویندوز، لینوکس، مکینتاش و … می‌باشد
- قابلیت اتصال به سرور داخلی و خارجی
- قابلیت اتصال به فون گپ، ای‌جکس، پی‌اچ‌پی
- پشتیبانی از ۴۰ زبان از جمله فارسی

## نمونه کد
این برنامه دقیقاً و بدون هیچ گونه تغییری در سینتکس، کدهای ویژوال بیسیک را اجرا خواهد کرد
```
REV
=
inputbox
(
"Please Entrer Time"
)

ChK
=
Time

If
 
REV
 
<>
 
""
 
Then

If
 
REV
 
=
 
CHK
 
Then

Msgbox
 
"Good, Your Time : "
 
&
 
Time

Else

Msgbox
 
"Your time not True

End if

End if

```

## امکانات زبان برنامه‌نویسی نرم‌افزار
ویژوال بیسیک
- استفاده از ویژوال بیسیک با هر الگوریتم VB

جاوا اسکریپت
- JavaScript Tutorial at W3Schools
- JavaScript Tutorial at Reference Designer
- JavaScript Quick Reference
- Mozilla Developer Network JavaScript Resources
- Simple speed test

فریم ورک‌ها
- jQuery Mobile
- jqWidgets
- iWebKit (deprecated)

دیگر سورس کدها
- jQuery Mobile Framework
- jQuery
- jQuery Plugin Registry
- jQWidgets Framework
- PhoneGap/Cordova API
- PhoneGap Build
- HTML5 Compatibility Chart
- HTML5 Browser Comparison
- Dive into HTML5 - a Tutorial
- PHP Documentation
- HTM5 Compatibility Chart for Mobile Devices
- iScroll
- SQLite Documentation
- Ultimate list of JavaScript Libraries
- [۱]